# Orygocera fosaella
Orygocera fosaella is een vlinder uit de familie van de Depressariidae (Platlijfjes). Deze soort is voor het eerst wetenschappelijk beschreven als Rhozale fosaella door Pierre Viette in een publicatie uit 1958.
De soort komt voor in Madagaskar.